# Distrito de Mátészalka
El distrito de Mátészalka (húngaro: Mátészalkai járás) es un distrito húngaro perteneciente al condado de Szabolcs-Szatmár-Bereg.
En 2013 tiene 64 810 habitantes. Su capital es Mátészalka.

## Municipios
El distrito tiene 3 ciudades (en negrita), 3 pueblos mayores (en cursiva) y 20 pueblos
(población a 1 de enero de 2013):
- Fábiánháza (1718)
- Fülpösdaróc (316)
- Géberjén (496)
- Győrtelek (1615)
- Hodász (3349)
- Jármi (1280)
- Kántorjánosi (2150)
- Kocsord (2893)
- Mátészalka (17 144) – la capital
- Mérk (2171)
- Nagydobos (2142)
- Nagyecsed (6524)
- Nyírcsaholy (2210)
- Nyírkáta (1975)
- Nyírmeggyes (2622)
- Nyírparasznya (982)
- Ököritófülpös (1859)
- Ópályi (2968)
- Őr (1451)
- Papos (830)
- Rápolt (139)
- Szamoskér (398)
- Szamosszeg (1955)
- Tiborszállás (1019)
- Vaja (3639)
- Vállaj (965)